# 菲杰哈兹
菲杰哈兹，是匈牙利佐洛州所辖的一个村，总面积6.50平方公里，总人口670，人口密度103.1人/平方公里（2010年1月1日）。